# Comisión Valech
La Comisión Nacional sobre Prisión Política y Tortura, más conocida como «Comisión Valech», fue un organismo chileno presidido por el monseñor Sergio Valech —de quien toma el nombre— creado para esclarecer la identidad de las personas que sufrieron privación de libertad y torturas por razones políticas, por actos de agentes del Estado o de personas a su servicio, en el período comprendido entre el 11 de septiembre de 1973 y el 11 de marzo de 1990, durante la dictadura militar del general Augusto Pinochet. El 18 de agosto de 2011 la Comisión presidida por María Luisa Sepúlveda después del fallecimiento, el 24 de noviembre de 2010, de Valech, presentó un segundo informe (Comisión Valech II). El segundo informe reconoció un total de 40.018 víctimas, 3.065 de ellas muertos o desaparecidas.

## Formalidades
Por decreto supremo n.º 1.040, de 26 de septiembre de 2003, el entonces presidente Ricardo Lagos dispuso la creación de esta Comisión, que tendría la calidad de órgano asesor del mandatario. El objeto era suplir las carencias de la Comisión Rettig, que sólo pudo pronunciarse sobre quienes habían muerto a manos de agentes del Estado durante la dictadura militar. Las torturas y prisiones no habían sido contempladas con anterioridad.[cita requerida]

## Miembros

### Comisión Valech 1 (2003-2010)
- Sergio Valech, presidente, obispo católico, exvicario de la Vicaría de la Solidaridad
- María Sepúlveda Edwards, vicepresidenta ejecutiva, exfuncionaria de la Vicaría de la Solidaridad
- Miguel Amunátegui, abogado
- Luciano Fouillioux, abogado
- José Antonio Gómez Urrutia, abogado, exministro de Justicia
- Elizabeth Lira, psicóloga
- Lucas Sierra Iribarren, abogado
- Álvaro Varela Walker, abogado, exfuncionario del Comité Pro Paz

### Comisión Valech 2 (2010-2011)
- Sergio Valech, presidente, obispo católico, exvicario de la Vicaría de la Solidaridad
- María Sepúlveda Edwards, vicepresidenta ejecutiva y presidenta después del fallecimiento, el 24 de noviembre de 2010, de Valech (asistente social, exfuncionaria de la Vicaría de la Solidaridad)
- Miguel Amunátegui, abogado
- Luciano Fouillioux, abogado
- Mario Papi Beyer
- Elizabeth Lira, psicóloga
- Lucas Sierra Iribarren, abogado
- Edgardo Riveros Marín, abogado, exsubsecretario General de Gobierno y exdiputado
- Carlos García Lazcano, secretario abogado, que actuó “como ministro de fe respecto de los acuerdos de la Comisión, confeccionó las actas de cada sesión y apoyó el desempeño de las funciones que el Artículo 12 del reglamento encomendó a la Secretaría Ejecutiva”.[3]
- José Antonio Gómez Urrutia y Álvaro Varela Walker comunicaron el 3 de marzo de 2010 que habían decidido no seguir en la Comisión y fueron reemplazados por Mario Papi Beyer y Edgardo Riveros Marín.[3]

## Resultados
El informe elaborado por la Comisión fue dado a conocer el 28 de noviembre de 2004 por el presidente Lagos en un sentido discurso, profundamente afectado por los horrores de que el informe da cuenta, tras el golpe de Estado del 11 de septiembre de 1973.
La Comisión Valech I declaró más de 27.000 personas sometidas a prisión por motivos políticos, de las cuales, la casi totalidad declaró haber sido víctima de tortura.
Mientras tanto, la Comisión Valech II recibió:
- 622 solicitudes de calificación sobre detenidos desaparecidos y ejecutados políticos, y;
- 31 831 solicitudes de calificación sobre víctimas de prisión política y tortura.

Del total de 9825 casos calificados para ser evaluados por la comisión, el resultado de la calificación fue el siguiente:
- 30 casos calificados como víctimas detenidos desaparecidos y ejecutados políticos (Caso Rettig), y;

- 9795 casos calificados como víctimas de prisión política y tortura.

La nómina de víctimas establecida por la Comisión ha servido de base a los beneficios (pensiones de reparaciones, entre otros) dispuestos por la Ley N.º 19992, de 24 de diciembre de 2004. El informe con la nómina se encontraba publicado en el sitio web oficial del Ministerio del Interior hasta que, ya bajo el gobierno del presidente Sebastián Piñera, fue retirado el 11 de marzo de 2010 de su sitio, pero repuesto en línea por el gobierno una semana después a raíz de las protestas suscitadas, particularmente de la Agrupación de Familiares de Detenidos Desaparecidos. Los testimonios completos de las víctimas contenidas en el informe serán desclasificados después de 50 años de su publicación.
Los documentos de la segunda Comisión Valech —llamada oficialmente Comisión Asesora Presidencial para la Calificación de Detenidos Desaparecidos, Ejecutados Políticos y Víctimas de Prisión Política y Tortura, contemplada en la ley n.º 20405 publicada el 10 de diciembre de 2009 y creada por la presidenta Michelle Bachelet mediante el decreto supremo n.º 43 publicado el 5 de febrero de 2010— se encuentran en su página oficial: el informe, la nómina con los nuevos casos calificados como víctimas detenidos desaparecidos y ejecutados políticos y la nómina con las personas calificadas como víctimas de prisión política y tortura.

## Juicios
Hasta mayo de 2012, setenta y seis agentes habían sido condenados por violaciones a los derechos humanos y sesenta y siete fueron condenados: treinta y seis del Ejército, veintisiete de Carabineros, dos de la Fuerza Aérea, uno de la Armada, y uno de la PDI. Tres agentes condenados murieron y seis agentes recibieron sentencias condicionales. La justicia chilena tiene abiertos 350 casos de "desaparecidos", detenidos ilegales y torturados durante el régimen dictatorial. Estos casos involucran a 700 militares y civiles.